# Porcheresse (Havelange)
Pour les articles homonymes, voir Porcheresse.
Porcheresse (en wallon Poitchrece-e-Condroz) est une section de la commune belge de Havelange située en Wallonie dans la province de Namur.
C'était une commune à part entière avant la fusion des communes de 1977.

## Évolution démographique
- Source: DGS, 1831 à 1970=recensements population, 1976= habitants au 31 décembre

## Patrimoine et culture

### Patrimoine architectural

#### Patrimoine classé
- Le château de Porcheresse (Havelange) construit au XVIIIe siècle.

## Personnalité
- Benoît Cassart, député européen.